# فلوريان فوجل
فلوريان فوجل (بالإنجليزية: Florian Vogel)‏ مواليد 18 فبراير 1982 في أراو، هو دراج سويسري. شارك في دورة الألعاب الأولمبية الصيفية.

## روابط خارجية
- فلوريان فوجل على موقع الاتحاد الدولي للدراجات (الإنجليزية)
- فلوريان فوجل على موقع أرشيف الدراجات (الإنجليزية)
- فلوريان فوجل على موقع إحصائيات الدراجات الإحترافية (الإنجليزية)
- فلوريان فوجل على موقع MTB Data (الإنجليزية)
- فلوريان فوجل على موقع اللجنة الأولمبية الدولية (الإنجليزية)
- فلوريان فوجل على موقع أوليمبيديا (الإنجليزية)